# Ibraim I Nicale
Ibraim I Nicale (m. 1315) foi maí (rei) do Império de Canem da dinastia sefaua e governou de 1296 a 1315.

## Vida
Era filho de Bir II (r. 1277–1296), a quem sucedeu, e uma mulher dos cuncunas. Aparentemente era um governante forte, assegurando a estabilidade doméstica e prosseguindo política de expansão e conquista. A aparente tranquilidade em seu reinado permitiu-o fazer o haje (peregrinação) a Meca, mas em 1315 foi derrotado e morto por grande vassalo, o ierima Maomé ibne Gadi e o poder passou às mãos de seu primo Abedalá II (r. 1315–1335).